# Estnische Basketballnationalmannschaft
Die estnische Basketballnationalmannschaft der Herren ist eine Auswahl estnischer Basketballspieler. Sie repräsentiert den Estnischen Basketballverband auf internationaler Ebene, zum Beispiel in Freundschaftsspielen gegen die Auswahlmannschaften anderer nationaler Verbände, aber auch bei Europameisterschaften des europäischen Kontinentalverbandes ULEB oder bei Weltmeisterschaften des Weltverbandes FIBA sowie bei den Basketballwettbewerben der Olympischen Sommerspiele.
Das erste Länderspiel mit estnischer Beteiligung fand am 7. August 1936 im Rahmen des I. olympischen Basketballturniers in Berlin gegen Frankreich statt. Dort belegte man die bislang beste Olympia-Platzierung bei Olympischen Spielen mit dem neunten Platz. Die bis heute größten Erfolge waren zwei 5. Plätze bei der Basketball-Europameisterschaft 1937 und 1939.

## Geschichte
Bei den Olympischen Spielen 1936 in Berlin, als zum ersten Mal Basketball im Programm einer Olympiade stand, trat die estnische Nationalmannschaft das erste Mal bei einem internationalen Turnier auf, gewann das erste Gruppenspiel gegen Frankreich, die weiteren Partien gegen die Philippinen und den USA wurden verloren.
Durch den Zweiten Weltkrieg unterbrach Estland sämtliche Basketballunternehmungen. Im Jahr 1940 wurde Estland durch die Sowjetunion Besetzt. Erst nach der Revolution in Estland Ende der 80er Jahre; Anfang der 90er Jahre nahm die Nationalmannschaft wieder an Internationalen Spielen teil und wurde im Jahr 1991 auch wieder FIBA Mitglied.